# Galeria Starych Zabawek w Gdańsku
Galeria Starych Zabawek w Gdańsku – prywatne muzeum położone w Gdańsku, będące przedsięwzięciem Bernadety i Wojciecha Szymańskich.
Placówka powstała w 2011 roku. Na początku działała przy ul. Ogarnej 117/118, natomiast od 2013 roku mieści się w lokalu przy ul. Piwnej 19/21. Na zbiory muzeum składają się historyczne zabawki, pochodzące z lat 1920-1989, pochodzące z terenów Polski. W skład ekspozycji wchodzą m.in. lalki oraz tekstylne zwierzęta, zabawki blaszane (pojazdy, wyposażenie domków dla lalek, skarbonki), zabawki drewniane (klocki), zabawki z tworzyw sztucznych, gry planszowe oraz rzutniki i projektory wraz z bajkami. Kolekcję uzupełniają stare katalogi oraz zdjęcia.
Muzeum jest obiektem całorocznym, czynnym z wyjątkiem poniedziałków. Wstęp jest płatny.